# グリア・グリムスレイ
グリア・グリムスレイ（Greer Grimsley、1956年5月30日 - ）は、アメリカ出身のバス・バリトン歌手。

## 経歴
米国ニューオーリンズ生まれ。声楽をLoyola University New Orleans及びジュリアード音楽院にて学ぶ。
1980年にヒューストン・グランド・オペラのモーツァルト『魔笛』にてオペラ・デビューした。1980年代に出演したピーター・ブルック演出による『カルメンの悲劇』のエスカミーリョ役にて注目を集める。
その後、1988年スコティッシュ・オペラでの『サロメ』でのヨカナーン、シアトル・オペラ、ケルン歌劇場、ヴェネツィア・フェニーチェ劇場、ベルリン・ドイツ・オペラなどで『ニーベルングの指輪』ヴォータン他、ワーグナー作品のバス・バリトン役に出演している。また、メトロポリタン歌劇場をはじめ、シカゴ・リリック・オペラ、サンフランシスコ・オペラ、ヒューストン・グランド・オペラなどを含む米国内の主な劇場、および欧米の主要劇場において、『トスカ』スカルピア男爵を務めたほか、マクベス、オランダ人、ヨカナーン、リゴレット、青ひげ、ドン・ピツァロ、クルヴェナールなどの諸役に出演した。
メトロポリタン歌劇場には、他にエスカミーリョ、テルラムント、アンフォルタスで出演している。日本には、2012年7月に行われた兵庫県立芸術文化センターの「佐渡裕芸術監督プロデュースオペラ2012 トスカ」のスカルピア男爵（斉木健嗣とダブルキャスト）で初訪日している。

## 2011-2012公演
- ヴォータン『ニーベルングの指環』より『ワルキューレ』『ラインの黄金』ベルリン・ドイツ・オペラ
- ヨカナーン『サロメ』サンディエゴ・オペラ
- スカルピア男爵『トスカ』ケルン・オペラ及び兵庫芸術センター
- 『フィレンツェの悲劇』『こびと』バルセロナ、リセウ大劇場
- メフィスト『ファウスト』アリゾナ・オペラ
- ベートーヴェン：交響曲第9番　シアトル交響楽団
- ベートーヴェン：交響曲第9番　サン・アントニオ交響楽団
- ダゴンの大神官『サムソンとデリラ』　ワシントン・コンサート・オペラ
- オランダ人『さまよえるオランダ人』　オペラ・リラ・オタワ（カナダ）

## 日本での公演
- 1987年　ピーター・ブルック『カルメンの悲劇』エスカミーリョ役
- 2012年　佐渡裕プロデュースオペラ『トスカ』にスカルピア男爵役 （指揮：佐渡裕）
- 2013年　びわ湖ホール プロデュースオペラ『ワルキューレ』 ヴォータン役 （指揮：沼尻竜典）